# Parlamentarna skupština Bosne i Hercegovine
Parlamentarna skupština Bosne i Hercegovine nositelj je zakonodavne vlasti u Bosni i Hercegovini. Sastoji se od dva doma, Zastupničkog, kao predstavničkog tijela državljana i Doma naroda, kao predstavničkog tijela triju konstitutivnih naroda, Bošnjaka, Hrvata i Srba.
Zastupnički dom ima 42 zastupnika, od kojih su dvije trećine s područja Federacije Bosne i Hercegovine, a jedna trećina s područja Republike Srpske. Dom naroda ima 15 izaslanika, po pet iz reda svakog konstitutivnog naroda, Bošnjaka, Hrvata i Srba, s tim što bošnjačke i hrvatske zastupnike biraju izaslanici dotičnih naroda u Domu naroda Parlamenta FBiH, a srpske izaslanike bira Narodna skupština Republike Srpske.

## Nadležnosti
Prema čl. IV. 4. i V. 5. Ustavu Bosne i Hercegovine, Parlamentarna skupština BiH ima nadležnost donositi ustav i zakone; donositi proračun; sudjelovati u vođenju vanjske politike; nadzirati rad Vijeća ministara BiH i tijela državne uprave te ima nadležnosti vezane za izbor dužnosnika i radnih tijela; kao i druge nadležnosti koje proizlaze iz Ustava BiH i njezinog ustavnog položaja.
Najveći dio svoje djelatnosti Parlamentarna skupština BiH ostvaruje donošenjem zakona. U Ustavu je određeno da su to zakoni koji su potrebni za provođenje odluka Predsjedništva BiH i izvršavanje odgovornosti Parlamentarne skupštine određenih u Ustavu. Glede proračunske nadležnosti, Parlamentarna skupština usvaja proračun i završni račun, te na taj način ostvaruje ustavnu obvezu odlučivanja o izvoru i visini sredstava za rad institucija BiH i za podmirivanje njezinih međunarodnih obveza. Člankom VII. Ustava BiH koji se odnosi na financije, podrobnije je uređena ova oblast. Parlamentarna skupština na prijedlog Predsjedništva svake godine usvaja proračun koji će pokrivati navedene izdatke za izvršenje odgovornosti institucija BiH. Ako se takav proračun ne usvoji pravodobno, rabi se proračun iz prethodne godine na privremenoj osnovi. Osnovni izvor prihoda bosanskohercegovačkog proračuna su kotacije entiteta i to ponovno u razmjeru dvije trećine Federacija BiH i jedna trećina Republika Srpska. Uz te prihode postoje i izvorni prihodi (porezi, takse i sl.), na način koji utvrdi Parlamentarna skupština.
Prema Ustavu BiH, vanjsku politiku Bosne i Hercegovine vodi njezino Predsjedništvo. No, Parlamentarna skupština daje suglasnost kod zaključivanja međunarodnih ugovora, a bez nje Predsjedništvo ne može ratificirati međunarodni ugovor, niti on može stupiti na snagu. Parlamentarna skupština nadzire rad Vijeća ministara, koje je dužno dati ostavku ako mu Parlamentarna skupština izglasa nepovjerenje.
Parlamentarna skupština je nadležna i za ostale stvari potrebne za obavljanje njezinih dužnosti ili onih dužnosti koje su joj dodijelili entitete njihovim uzajamnim sporazumom.

## Ustroj rada i način odlučivanja
Ustroj rada i način odlučivanja Parlamentarne skupštine BiH uređeni su njezinim Poslovnikom. Ustav BiH spada među rijetke ustave koji nisu propisali dužnu trajanja zasjedanja parlamenta, on ne propisuje niti jedan od dva postojeća sustava zasjedanja, trajnog ili vremenski određenog zasjedanja po razdobljima. Naravski je, prema tome, da u Parlamentarnoj skupštini BiH vrijedi sustav stalnog zasjedanja, što podrazumijeva da ona sama određuje vrijeme sjednica. Nadalje, Ustav BiH, iako je kod Parlamentarne skupštine BiH riječ o sazivu od jednih do drugih izbora, ne propisuje ni vrijeme u kojem Parlamentarna skupština obnaša svoj mandat. To pitanje riješio je Izborni zakon BiH kojim je određeno da mandat Parlamentarne skupštine traje četiri godine. Ustav BiH odredio je da se oba doma Parlamentarne skupštine moraju sazvati najkasnije 30 dana od njihova izbora.
Poslovnikom Parlamentarne skupštine određeno je tko može sazvati sjednicu, vrijeme njezinog početka i završetka, stanke tijekom sjednice, dužinu trajanja rasprave i sl. Ustav BiH propisao je kvorum potreban za oba doma. Za Dom naroda propisan je kvalificirani kvorum, jer od njegovih 15 izaslanika sjednici mora nazočiti najmanje njih devet, s tim da moraju biti nazočna najmanje tri izaslanika iz reda svakog konstitutivnog naroda. Time se rad Parlamentarne skupštine može vrlo lako blokirati prostom nenazočnošću najmanje trojice izaslanika iz reda jednog konstitutivnog naroda. U Zastupničkom domu za kvorum je potrebna natpolovična većina zastupnika, 22 od 42.